# Чекмагуш
Чекмагу́ш (баш. Саҡмағош) — село в Башкортостане. Административный центр Чекмагушевского района и Чекмагушевского сельсовета. Расположен в 111 км северо-западнее Уфы
Протяжённость с севера на юг — 6 км, с запада на восток — 6 км.

## Название
Топоним Чекмагуш имеет тюркское происхождение и восходит к баш. саҡма «кремень» и баш. ҡош «шалаш», то есть Чекмагуш буквально — «кремнёвый шалаш».

## История
Село Чекмагуш основано в конце XVII века выходцами из Дуванейской волости Казанской дороги. По договору 1738, 1739, 1745 годов о припуске здесь поселились служилые татары (в более поздних источниках - мишари), позднее на тех же условиях — тептяри.
В учётных письменных источниках ("Книга переписная 1747 г. ...Казанской дороги Уфимского уезда") жителями поселения "Чекмагуш, что по реке Чекмагуше" указаны служилые татары в 57 душ мужского пола в 17 домохозяйствах (п. 50, стр. 69. Татары Уфимского уезда (материалы переписей населения 1722–1782 гг.): справочное издание. 2 изд., испр. и доп. / Отв. ред. Р.Р. Исхаков. – Казань: Институт истории им. Ш. Марджани АН РТ, 2021)
Наиболее динамичное развитие село получило в годы руководства районом Героем Советского Союза Шарифом Сулеймановичем Сулеймановым.
В годы его работы открылись СПТУ (теперь профессиональный лицей, готовившее кадры механизаторов для колхозов района, кулинарное училище, механический завод.

## Население
| 1939    | 1959    | 1970  | 1979  | 1989    | 2002    | 2009    |
| ------- | ------- | ----- | ----- | ------- | ------- | ------- |
| 3994    | ↗4892   | ↗7334 | ↗9044 | ↗10 036 | ↗11 204 | ↘11 018 |
| 2010    | 2021    |       |       |         |         |         |
| ↗11 382 | ↗13 024 |       |       |         |         |         |

### Национальный состав
Согласно переписи 2002 года, преобладающие национальности — татары (72,1 %), башкиры (23,1 %).
Согласно переписи 2020 года, преобладающие национальности — татары (58,1 %), башкиры (37,6 %).

### Языковой состав
Согласно Всероссийской переписи населения 2020 года родными языками населения являлись: татарский — 73,2 %, башкирский — 19,5 %, русский — 5,9 %.

## Экономика
Расположен кирпичный завод производительностью 12 млн штук кирпича в год. Акционерное общество «Чекмагушевский молочный завод», не работает.  Племенная птицефабрика «Чермасан» обанкротилась.

## Социальная сфера

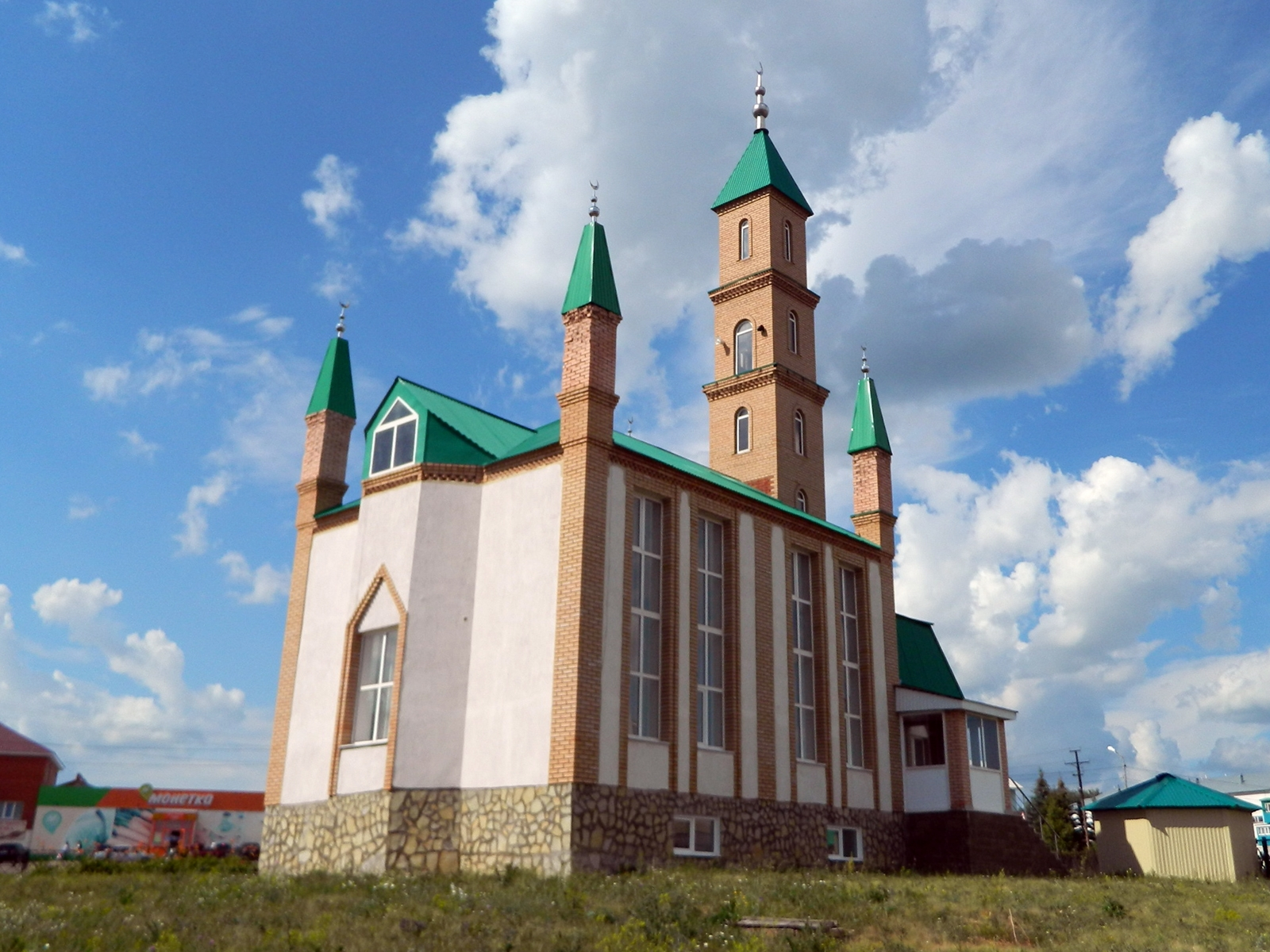
Чекмагушевская мечеть

Работают детская школа искусств, дом детского творчества, детская юношеская спортивная школа, центральная библиотека, краеведческий музей.
В Чекмагуше в 2010 г. открылась мечеть «Бикэ».
В 2016 году открыли ледовый дворец «Чекмагуш-Арена».

## Религия
Мечети
- Мечеть Иман Нуры;
- Мечеть Мустафа

## Люди, связанные с селом
Среди уроженцев села:
- Баянов, Рим Галеевич (1930—1996) — актёр Салаватского драматического театра, народный артист БАССР (1980).
- Баембетов, Алямдар Султанович (1886—1933) — татарский советский общественный деятель, публицист, драматург, переводчик.
- Канзафар Усаев — сподвижник Емельяна Пугачёва и Салавата Юлаева.
- Хабибуллин, Равмер Хасанович (1933-2011) — советский государственный и партийный деятель, первый секретарь Башкирского обкома КПСС (1987—1990).

## Радиостанции
103,7 МГц — Радио России (Бакалы);
106,8 МГц — Спутник FM (Бакалы).